# Cyclopina parapsammophila
Cyclopina parapsammophila – gatunek widłonoga z rodziny Cyclopinidae. Nazwa naukowa tego gatunku skorupiaków została opublikowana w 1980 roku przez biologa Hansa-Volkmara Herbsta.